# Dracula (film 1994)
Dracula, noto anche con il titolo alternativo Vlad Tepes - La leggenda di Dracula, è un film pornografico del 1994, diretto da Mario Salieri ed interpretato da Selen, Draghixa Laurent, Dalila, Simona Valli, Deborah Wells ed altre attrici pornografiche dell'epoca.
Sul mercato estero uscì anche con i titoli alternativi Vlad Tepes - The Legend of Dracula, Das Böse, Dracula XXX, e Mario Salieri's Dracula.

## Trama
Romania 1495: il principe Vlad Ţepeș tenta senza successo di far fuggire la moglie durante un'invasione da parte dei turchi. Vlad viene ucciso, mentre sua moglie viene rapita e torturata fino a quando non si concederà sessualmente a Zoltan, corrotto e crudele cavaliere dell'ordine del dragone (lo stesso di Vlad Ţepeș), che brama il trono del principe transilvano. Ripetutamente violentata, decide di suicidarsi proprio sulla tomba del defunto marito. Il sacrificio della donna resuscita Vlad, che giura di ottenere vendetta nel corso dei secoli. Quattro secoli dopo, nel 1887 a Bedford, un notaio ritrova le tracce degli eredi del conte e parte per la Romania.

## Commento
Si tratta di uno dei capisaldi del cinema hard d'autore italiano, con alcune tra le migliori star dell'epoca, una fotografia curata, e un budget considerevole per il genere.
Il film, ambientato in una Transilvania d'epoca, ha una sua minima trama, un filo conduttore razionale (nei primi 6 minuti non c'è alcuna scena hard) e l'ambiente viene ricostruito in maniera abbastanza accurata, con particolare attenzione a scenografie e costumi.
La storia ricalca più o meno quella narrata nel celebre romanzo di Bram Stoker, con citazioni evidenti dal Dracula di Francis Ford Coppola di due anni prima (rievocato anche nella locandina del film), e non lesina scene di omicidi, violenze, torture, sangue e donne costrette a rapporti sessuali contro la propria volontà come da caratteristico stile del regista Salieri. Grazie al successo riscosso, la pellicola lanciò alla notorietà internazionale l'italiana Selen.

## Distribuzione
Il film venne distribuito nelle sale a luci rosse nel dicembre 1994 e successivamente in formato VHS e DVD per il mercato dell'home video.

## Frase di lancio internazionale
«It's the mysterious, menacing world of the vampires! Bloodsucking demons of lust commit indecent assaults on their innocent victims. These are horrible times, where terrible wars are raging and only the strongest survive! The dreadful vampire Vlad and his carriage-driver (Ron Jeremy) reign with brute force - will the phantoms of the night take over the world domination?».

## Riconoscimenti
- Festival Cine Erotico di Barcellona:
  - Miglior Film Europeo 1994
  - Miglior Attrice Europea 1994 (Selen)
  - Premio Speciale della Critica 1994